# Gare de Valence-d’Agen
Gare de Valence-d'Agen vasútállomás Franciaországban, Valence településen.

## Vasútvonalak
Az állomást az alábbi vasútvonalak érintik:
- Bordeaux–Sète-vasútvonal

## Kapcsolódó állomások
A vasútállomáshoz az alábbi állomások vannak a legközelebb:
- Gare de Golfech (Gare de Bordeaux-Saint-Jean, Bordeaux–Sète-vasútvonal)
- Gare de Pommevic (Gare de Sète, Bordeaux–Sète-vasútvonal)
- Gare de Lamagistère
- Gare de Moissac